# XII конференция РКП(б)
XII конференция РКП(б) — всероссийская конференция РКП(б). Проходила с 4 по 7 августа 1922 года в Москве.

## Обстановка
Конференция проходила в обстановке, когда на основе НЭП были достигнуты новые успехи в восстановлении народного хозяйства. Международное положение обсуждалось на Генуэзской и Гаагской конференциях.

## Участники
Участвовало 129 делегатов с решающим голосом и 92 с совещательным. Конференция послала приветствие В. И. Ленину, который из-за болезни не смог принять участия в её работе.

## Повестка
- Г. Я. Сокольников — о международном положении.
- М. П. Томский — о профессиональных союзах.
- В. В. Куйбышев — партийная работа в кооперации.
- Г. Е. Зиновьев — об антисоветских партиях и течениях.
- В. М. Молотов — о работах уставной секции.
- В. М. Молотов — об улучшении материального положения членов партии.
- Г. Е. Зиновьев — о IV конгрессе Коммунистического интернационала.

## Резолюции
Конференция приняла новый Устав партии.

### Сноски
1. ↑  История России: с древнейших времен до наших дней. 4-е издание. Учебное пособие - Деревянко А.П., Шабельникова Н.А., Усов А.В. - Google Books
2. ↑  Источник. Дата обращения: 18 июня 2022. Архивировано 18 июня 2022 года.
3. ↑  История России. Иллюстрированный путеводитель - Михаил Вилков, Давид Шарковский - Google Books
4. ↑  Исторические науки. Дата обращения: 18 июня 2022. Архивировано 18 июня 2022 года.
5. ↑  Великий Ленин. «Вечно живой» - Владимир Поцелуев - Google Books